# SV Helios 24 Dresden
SV Helios 24 Dresden Is een Duitse voetbalclub uit Dresden, Saksen.

## Geschiedenis
De club werd opgericht in 1924 en speelde in de competitie van de arbeidersbond. In 1933 werd de club door de NSDAP verboden. Na de Duitse hereniging werd de club in 1990 heropgericht.